# Alatyr (rivière)
Pour les articles homonymes, voir Alatyr.
Ne doit pas être confondu avec le fleuve Anadyr, également situé en Russie
L'Alatyr (en russe : Алатырь) est une rivière de Russie et un affluent de la rive gauche de la Soura, dans le bassin de la Volga.

## Géographie
Elle prend sa source dans l'oblast de Nijni Novgorod, traverse la Mordovie et se jette dans la Soura près de la ville d'Alatyr, en Tchouvachie.
Elle est longue de 307 km et son bassin versant a une superficie de 11 200 km2.
Elle gèle en novembre, pour se libérer au début du mois d'avril.
Les principales villes traversées sont Ardatov et Alatyr.